# 氧化偶氮化合物

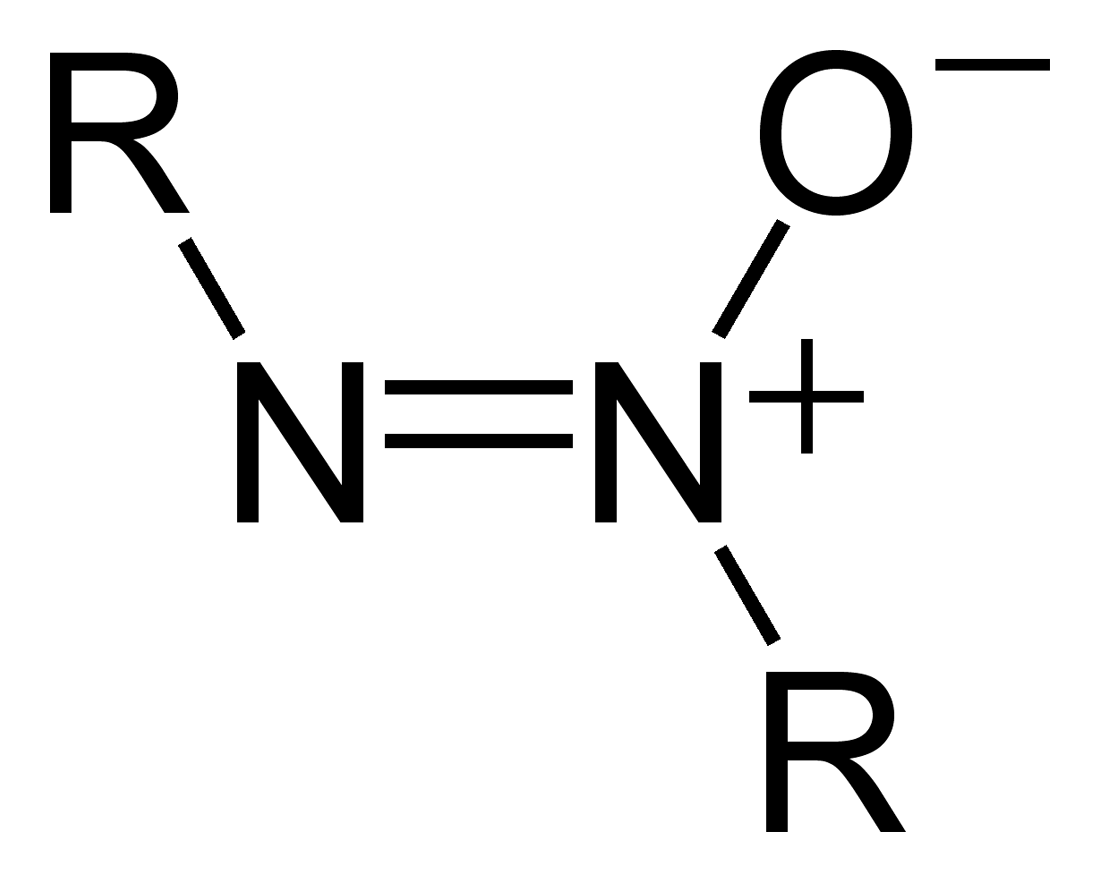
氧化偶氮基的结构。

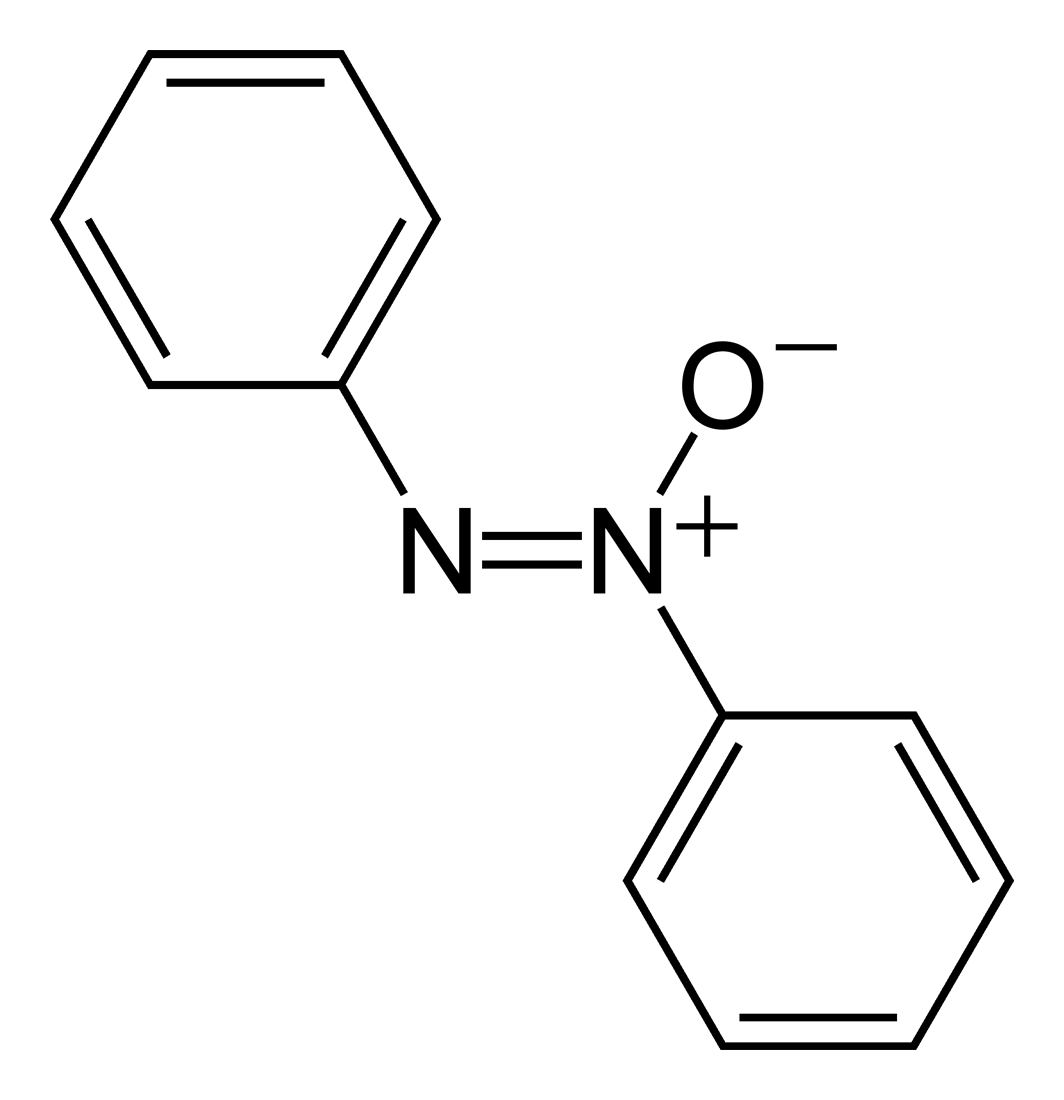
氧化偶氮苯。

氧化偶氮化合物（英文：Azoxy）是偶氮化合物的N-氧化物，通式写作RN=N+(-O−)R或R-N=N(→O)-R'。相应的官能团称为氧化偶氮基。
氧化偶氮基具有以下共振式，因此它既是1,2-偶极体，也是1,3-偶极体：
R-N=N+(-O−)-R' ←→ R-N+-N(-O−)-R'
它们可能具有基因毒性。

## 合成
亚硝基化合物和羟胺衍生物失水缩合可以得到氧化偶氮化合物：
R-NHOH  +  R'-N=O  →  R-N=N+(-O−)-R'  +  H2O
用亚砷酸钠或其他还原剂还原硝基苯，会生成中间产物苯胲和亚硝基苯。它们相互作用，也会得到氧化偶氮苯：
2 Ph-NO2  +  As2O3  +  NaOH  →   Ph-N=N+(-O−)-Ph
以氧化偶氮苯为例，它还可通过偶氮苯的三氧化铬氧化，苯胺的过氧化氢氧化，以及苯胲的高锰酸钾等途径制备。

## 反应
氧化偶氮化合物具有氧化性。用锌/盐酸作还原剂时，得到两个胺；用三苯基膦作还原剂时，得到偶氮化合物：
Ar-N=N+(-O−)-Ar  +  Ph3P  →  Ar-N=N-Ar  +  Ph3P=O
Ar-N=N+(-O−)-Ar  +  Zn/HCl  →  2 Ar-NH2
氧化偶氮化合物的N=N-O部分是1,3-偶极体，可以发生环加成反应。芳香族的氧化偶氮化合物在强酸作用下，氧原子发生重排，得到对羟基偶氮化合物：